# Silverlink
Silverlink – dawny brytyjski przewoźnik kolejowy istniejący w latach 1997-2007, należący do National Express Group. Przedsiębiorstwo posiadało koncesję na obsługę linii kolejowych w północnym Londynie, gdzie działało pod nazwą Silverlink Metro oraz w środkowej Anglii (m.in. połączenie z Londynu do Birmingham), gdzie działało jako Silverlink County. 
Przedsiębiorstwo utworzono w 1997 roku, wkrótce po likwidacji państwowego przewoźnika British Rail i otrzymaniu koncesji trwającej do 2006 roku, a następnie wydłużonej do 2007 roku. Po wygaśnięciu koncesji trasy obsługiwane przez przedsiębiorstwo Silverlink zostały przejęte przez London Overground i London Midland.

## Obsługiwane połączenia

### Silverlink Metro
- North London Line (Richmond – North Woolwich (do 2006 roku); Stratford)
- West London Line (Willesden Junction – Clapham Junction)
- Watford DC Line (London Euston – Watford Junction)
- Gospel Oak to Barking Line (Gospel Oak – Barking)

### Silverlink County
- Northampton Line (London Euston – Birmingham New Street (do 2005 roku); Northampton)
- St Albans Abbey Line (Watford Junction – St Albans Abbey)
- Marston Vale Line (Bletchley – Bedford)